# Петър Станчов
 Тази статия е за учителя.  За революционера вижте Петър Станчев.  
Петър Станчов или Станчев е български учител, политик и общественик.

## Биография
Роден е на 10 септември 1850 година или 1854 година в Търново, Османската империя. Учи в Габровското класно училище. В основаното от Христо Попмарков класно, а по-късно и девическо училище, учители са Иван Вазов и Петър Станчов, назначен за учебната 1874 – 1875 година. Преподава още във Вланга, Цариград (1871 – 1874). В дейността му негова главна цел е подпомагането на борбата с гръкоманството. По време на своя престой в Мустафа паша Станчов предлага на събрание на Българската църковна община градът да носи името Свиленград. През 1875 година, под ръководството на учителите Петър Станчов и Станко Разбойников, в читалищната стая на читалище „Просвета“ за първи път се представя пиесата „Многострадалната Геновева“. Турските власти тогава отхвърлят предложението на местното население. Града е преименуван на 26 октомври 1912 година. През 1875 година Станчов е назначен за учител в Одрин и напуска града. Там по-късно е арестуван и осъден на доживотен затвор. Заточен е първоначално е в град Триполи, а после в Бенгази в периода 1877 – 1878 година. През 1878 година е освободен и се завръща в родния си град Търново.
След създаването на Княжество България е народен представител в I Велико народно събрание. Член е на Либералната партия на д-р Васил Радославов. Служи като окръжен управител на Варна и София
Редактор на вестник „Светлина“. Сътрудничи на списанията „Читалище“ (1872), вестник „Век“ (1874 – 1875), вестник „Напредък“ (1874 – 1876), вестник „Ден“ (1875), вестник „Източно време“ (1875), вестник „XIX век“ (1875).
Умира на 20 април 1913 година в София.
Личният му архив се съхранява във фонд 72К в Централния държавен архив. Той се състои от 33 архивни единици от периода 1876 – 1913 година.